# Lago Rotsee
O Lago Rotsee é um lago bastante e estreito mas com 2,5 km de comprimento localizado perto da cidade de Lucerna na Suíça, cantão de Lucerna. A área em redor deste lago é um centro de recreação, sendo as áreas ribeirinhas uma reserva natural.
O lago é ideal para regatas de remo dado o seu comprimento de 2,5 km e apenas algumas centenas de metros de largura, sendo praticamente uma linha recta e, portanto, formar uma pista de corrida natural (a distância da corrida de padrão internacional em remo 2000 m).
O lago é cercado por colinas e está sempre protegido do vento, facto que leva a que a taxa de fluxo de vento seja mínima. Assim, o lago oferece condições de corrida muito boas.
Todos os anos neste lago é feita a Regatta Rotsee, sendo uma das regatas de remo mais importantes do mundo. Desde 1933 que assim são realizadas regatas de remo. Em 1962, 1974, 1982 e 2001 houve neste lago o Campeonato Mundial de Remo.